# Chik Tormenta
Cristina Azpeitia Ramírez, mer känd under artistnamnet Chik Tormenta eller La Chica Tormenta, född 29 augusti 1984 i Guadalajara, Jalisco är en mexikansk luchadora (fribrottare). Hon brottas sedan juli 2018 både i Lucha Libre AAA Worldwide samt på den mexikanska och amerikanska oberoende scenen. Hon har tidigare brottats för Total Nonstop Action (TNA, numera Impact Wrestling) i USA.
Chik Tormenta brottades länge iförd fribrottningsmask, vilket är vanligt inom lucha libre.. Hennes riktiga namn och identitet var inte känt av allmänheten.

## Karriär
Chik Tormenta är en av de mest framgångsrika kvinnliga mexikanska fribrottarna under 2010–talet och har under sin karriär brottats i alla mexikanska förbund värda att nämna, bland annat i Perros del Mal 2010–2011, Grupo Internacional Revolucion 2010–2013, Consejo Mundial de Lucha Libre år 2015, Desastre Total Ultraviolento 2010–2018 och The Crash Lucha Libre (2017).
I oktober 2019 tog hon ett uppehåll ifrån fribrottningen på grund av graviditet och sedermera Coronaviruspandemin 2019–2021. Hon är gift med fribrottaren Reycko från Guadalajara och de har ett barn tillsammans.
I november 2020 återvände hon till fribrottningen. Mellan den 11 oktober 2021 och 30 april 2022 höll hon tillsammans med Arez AAAs mixade lagtitlar och paret försvarade de tre gånger innan de förlorade bältena.
Den 18 juni 2022 förlorade Chik Tormenta sin mask i en lucha de apuestas mot Flammer under evenemanget Triplemanía XXX i Monterrey och hennes namn, ålder och ansikte avslöjades.